# Jan Andriesz Cloeting
Jan Andriesz Cloeting (? – Delft, 1634) was een drukker, uitgever en boekverkoper in Delft.
Cloeting was werkzaam als drukker vanaf 1592 - 1634, uitgever vanaf 1594 -1633 en boekverkoper van 1596 -1634.

## Leven en werk
Jan Andriesz Cloeting was de zoon van Andries Jansz Cloeting (? - ?) en  Maritgen Simons (? - 1616), die allebei uit drukkersfamilie kwam. Het gezin bestond uit drie kinderen. Zijn broer Joris Andriesz. Coetingh (? – 1625) was boekbinder en boekverkoper. Jan Andriesz trouwde in 1592 met Ariaentgen Andriesdr (? – 1640) , Zij kregen samen drie kinderen Ludolf Jansz Cloeting (? – 1669), Maria Jans Cloeting (?-?) en Andries Jansz Cloeting (1594 – 1648).  Andries Jansz was uitgever en boekverkoper in Delft van (1629 – 1648). Het bedrijf van Jan Andriesz Cloeting, ’t Gulden ABC’ bevond zich op de Markt te Delft. Het pand met nummer 32 bestaat nog steeds en het opschrift van de naam van het bedrijf is op de houten dakrand te zien. Zijn eerste publicatie is gedrukt in 1594 De copye van eenen brief vanden coninck van Vranckrijck ende Navarre […] In 1596 verscheen één van zijn belangrijkste werken Van Den Cirkel van Ludolf van Ceulen. Hij heeft totaal 182 publicaties uitgegeven.  De laatste drie uitgaven zijn na zijn dood in 1634 uitgegeven door zijn vrouw Ariaentgen Andriesdr die het bedrijf van haar man voortzette tot 1638.  Cloeting drukte voornamelijk in kwartoformaat. De religieuze kwesties die zich afspeelde in de republiek was voor hem een grote bron van inkomsten. Hij drukte daarvoor veel discussiestukken. Hij had een samenwerking opgezet met de uitgever, drukker en boekverkoper Jan Claesz van Dorp ( 1566 - ?) in Leiden en Jacob Jacobsz in Amsterdam.  Cloeting drukte ongeveer 87 pamfletten, voornamelijk over nieuws. Delft ligt vlakbij Den Haag, toen de belangrijkste stad van het land. Hij drukte vooral in kleine oplages, wat de snelheid van productie verhoogde, en ook vaak in meerdere edities.

## Uitgegeven werken

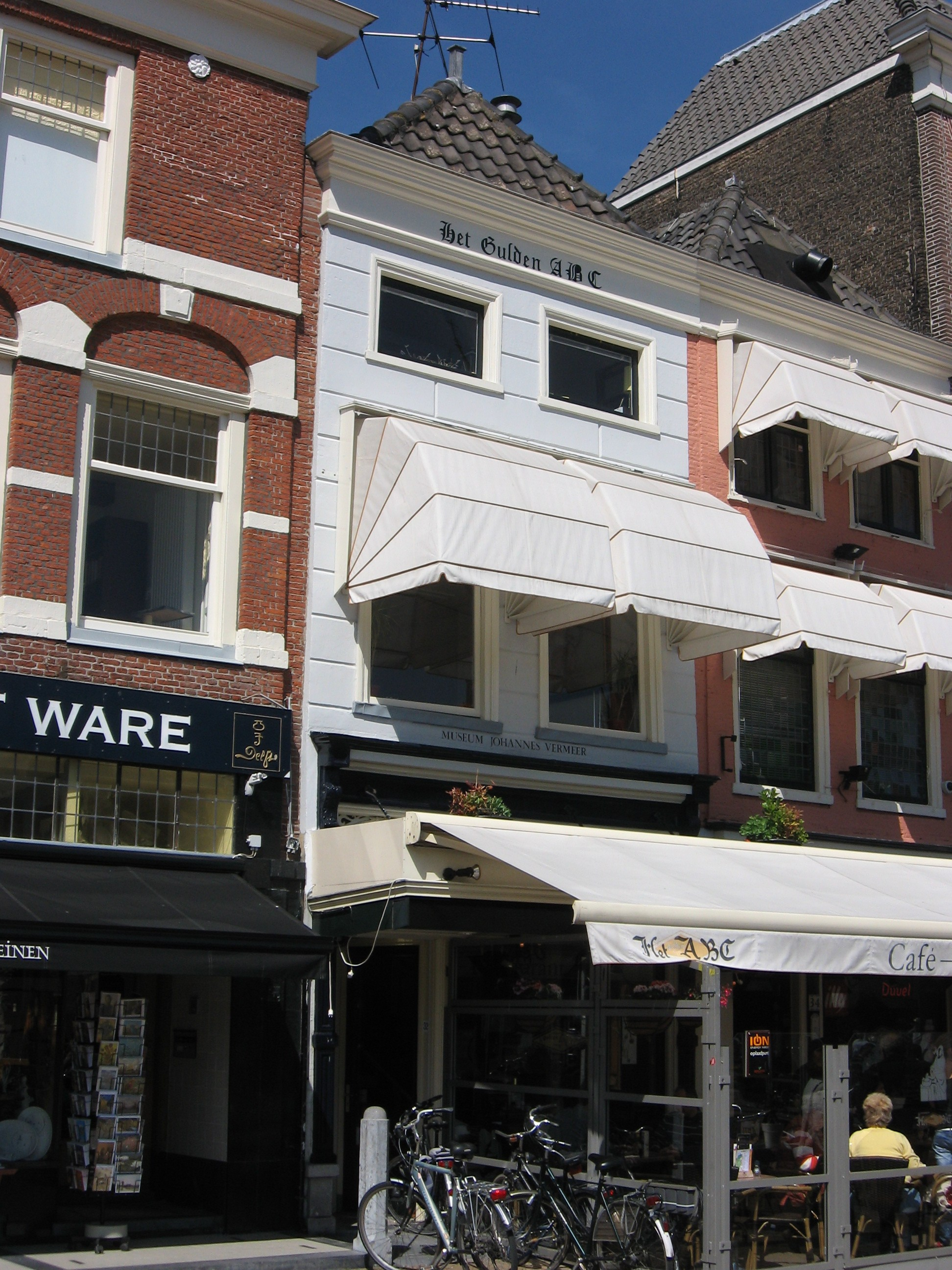
Markt 32 in Delft

Jan Andriesz Cloeting drukte zijn werken voornamelijk in de Nederlandse taal met een paar uitzonderingen die in het Latijn waren gedrukt.  
Een overzicht van het werk van Cloeting is te zien in de Short title catalogus Netherlands (STCN) 

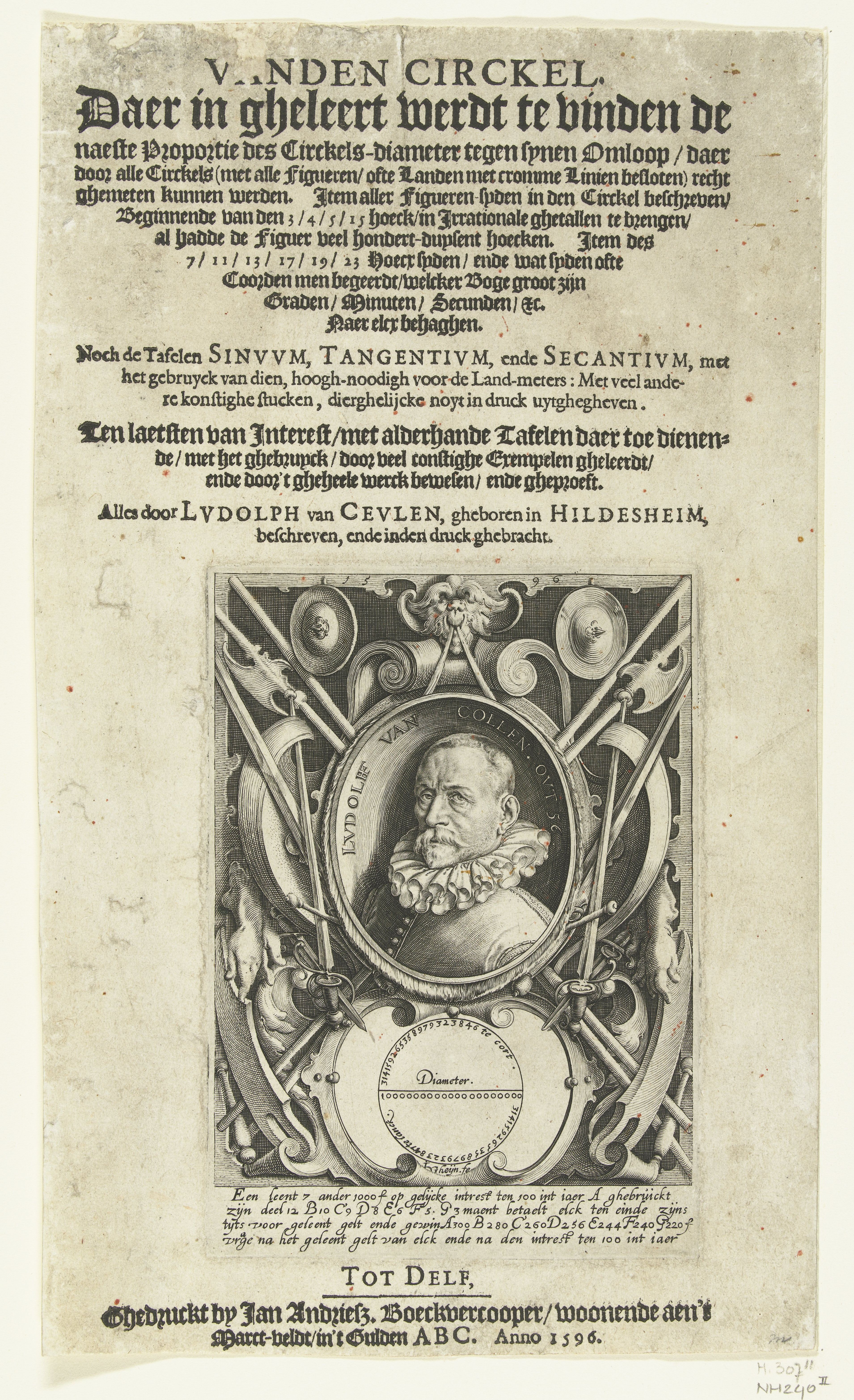
Titelblad Ludolf van Ceulen, Vanden circkel (Delft 1596)

- Ludolf van Ceulen (1596), Van Den Circkel : Daer in gheleert werdt te vinden de naeste Proportie des Circkels-diameter tegen synen Omloop, daer door alle Circkels (met alle Figueren, ofte Landen met cromme Linien befloten) recht ghemeten kunnen werden
- Patrick Harickman (1597), Confessien ofte Bekentenissen, gedaen by Pieter Harinckman, ende Dierck van Sypesteyn: inhoudende 't verradigh feyt 't welcke zy voorghenomen hadden t' affectueren op 't landt vander Tholen, gheleghen in Zeelandt. Mitsgaders: de ghevolghde sententien over hun ghegheven, in s' Gravenhaghe d. 10 ...
- Jan Andriesz. (1607), Copye van de brieven der Heeren Generale Staten vande Gheunieerde Provincien. Geschreven aen den heeren Staten van Hollandt ende West-vrieslandt [...] Inhoudende de Limiten hoe verre den Stilstandt van Wapenen te Water ende te Lande is streckende